# والدو كويروس
والدو كويروس (بالإسبانية: Waldo Quiroz)‏ هو لاعب كرة قدم تشيلي في مركز الوسط، ولد في 10 سبتمبر 1949 في سانتياغو في تشيلي. شارك مع منتخب تشيلي لكرة القدم. أما مع النوادي، فقد لعب مع نادي أوهيجينس ويونيون إسبانيولا.

## وصلات خارجية
- والدو كويروس على موقع ناشيونال فوتبول تيمز (الإنجليزية)
- والدو كويروس على موقع عالم كرة القدم.نت (الإنجليزية)